# Guillem de Newburgh
Guillem de Newburgh fou un historiador del segle xii famós per haver escrit la Historia rerum Anglicarum, on relata la història d'Anglaterra durant el segle xi. A la seva obra adopta un enfocament crític més proper a la historiografia moderna que a les cròniques medievals típiques, on s'exageraven les gestes dels patrons i no es tenia en compte el punt de vista contrari. Inclou per aquest motiu una revisió de les fonts disponibles i una breu anàlisi d'altres compendis històrics contemporanis.